# Bambi-Verleihung 1973
Die 24. Bambi-Verleihung fand am 13. April 1973 im Schloss auf der Insel Mainau statt. Die Preise wurden für das Jahr 1972 vergeben. 

## Veranstaltungsort
Wie schon in den Vorjahren ließ sich die Organisation wieder einen ungewöhnlichen Verleihungsort einfallen. Sie fanden das Schloss auf der Bodenseeinsel Mainau. Es wurde auch eine Gruppenanreise organisiert: Es ging mit dem Zug von München nach Lindau und von dort aus per Schiff nach Mainau. Heinz Rühmann verweigerte sich dem aber und flog wie schon 1972 direkt.

## Preisträger
Aufbauend auf der Bambidatenbank.

### Beliebtester Quizmaster
Hans Rosenthal für Dalli Dalli

### Beliebteste Fernsehserie
Rainer Brandt, Karlheinz Brunnemann, Tony Curtis und Roger Moore für Die 2

### Beliebteste Schauspielerin
Inge Meysel für Die Unverbesserlichen

### Beliebtester Fernsehschauspieler
Heinz Rühmann für Der Hausmeister

### Beliebtester männlicher Showstar
Peter Alexander für Peter Alexander präsentiert Spezialitäten

### Beliebtester TV-Professor
Bernhard Grzimek für Ein Platz für Tiere

### Beliebtester weiblicher Showstar
Mireille Mathieu

### Showentdeckung des Jahres
Michael Schanze für Hätten Sie heut’ Zeit für mich?

### Preise der Redaktion
- Andrzej Wajda für Pilatus und andere – Ein Film für Karfreitag
- Gert K. Müntefering für Die Sendung mit der Maus
- Heinz Werner Hübner für die Berichterstattung über die Bundestagswahl 1972
- Jochen Waldmann für den ARD Ratgeber – Gesundheit
- Wolf Feller für den ARD Ratgeber – Geld
- Peter Kleinermanns für den ARD Ratgeber – Recht
- Bernd Leptihn für den ARD Ratgeber – Technik